# Folytassa, főnővér!
Folytassa, főnővér, eredeti címe Carry On Matron, 1972-ben bemutatott brit (angol) színes filmvígjáték, a kórházi filmek újabb paródiája, a Gerald Thomas által rendezett Folytassa… filmsorozat 23. darabja. A sorozat rendszeres sztárjai közül szerepel Sidney James Kenneth Williams, Charles Hawtrey, Joan Sims, Hattie Jacques és Bernard Bresslaw; továbbá Margaret Nolan, Jacki Piper és Patsy Rowlands. Másodszor és utoljára jelenik meg Kenneth Cope, aki összesen két Folytassa-filmben szerepelt.

## Cselekmény
A fortélyos Sid Carter (Sidney James) egy bűnbanda főnöke, három embere a nagy benga Ernie Bragg (Bernard Bresslaw), a szkeptikus Freddy (Bill Maynard) és Sid tulajdon fia, Cyril (Kenneth Cope), utóbbi jóravaló és becsületes srác, csak apja kedvéért vesz részt a csibészségekben. A Finisham Szülészeti Klinikán nagy mennyiségű fogamzásgátló tablettát raktároznak, Sid ezt tervezi ellopni és külföldön jó pénzért értékesíteni. Az erősen vonakodó Cyrilt női ruhába öltöztetik, hogy az újonnan érkező tanuló nővérek közé vegyülve bejusson a kórházba. „Cyril Carter tanulónővért” a nővérszálláson a bögyös szőke Susan Ball nővér (Barbara Windsor) szobájába osztják be. Cyril szorult helyzetbe kerül, mert Dr. Prodd (Terry Scott), a nagy szoknyavadász szemet vet őrá is. A főnővér hasztalanul figyelmezteti a doktort, hogy a tanuló nővérek szakmát tanulni jöttek és nem az ő trófeagyűjteményét gazdagítani.
A főnővér (Hattie Jacques) és az osztályos nővér, (Jacki Piper) igyekeznek tartani a frontot a szülészeti osztályon. A problémás páciensek közé tartozik a falánk Mrs Tidey (Joan Sims), aki már túlhordta terhességét, de szülés helyett inkább éjjel-nappal táplálkozik, miközben aggódó férje, a vasutas Mr Tidey (Kenneth Connor) hetek óta bent ül a váróteremben, várva a jó hírt.
Sir Bernard Cutting, a kórház igazgató főorvosa (Kenneth Williams) hipochonder személyiség, bármilyen betegségről hall vagy olvas, annak tüneteit produkálja. Most éppen fáj a hasa, ebből úgy következtet, éppen nemet vált, és nővé fog alakulni. Dr. Francis A. Goode-tól, a buggyant pszichiátertől (Charles Hawtrey) kér tanácsot, aki hetet-havat összehord neki, de úgy véli, Dr. Cutting belső énje erős pszichés kényszert fejt ki, hogy bizonyítsa férfiasságát. Dr. Cutting elhatározza, hogy ezt a főnővérrel kívánja bebizonyítania. A főnővér teljes titokban hetente egyszer Dr. Goode-dal randevúzik a szobájában, együtt nézik a kórházi szappanopera folytatásait, mert Goode otthon nem láthatja, a felesége mindig átkapcsol más műsorra. Váratlanul Dr. Cutting kopog be, aki a főnővért szeretné rögtön magáévá tenni, de ő csak akkor enged, ha Cutting feleségül veszi. Ettől Cutting meginog. Közben Dr. Goode a szivarjával felgyújtja a szekrényt, ahová elrejtőzött Cutting elől. Dr. Cutting mélységes erkölcsi felháborodással távozik.
Sid Carter telefonon utasítja fiát, szerezzen egy térképet a kórházról. Dr. Prodd a szobájába hívja, hogy „ott adjon neki”. A szoba falát e meghódított nővérek fotói borítják (köztük Shakira Baksh fotója is). Cyril megkapja a térképet, kimenekül a felajzott doktor szobájából, odaadja apjának a térképet és indulnának megkeresni a tablettaraktárat. Közben Dr. Proddnak egy sürgős hívásra kell kivonulnia, nővér nélkül nem mehet, Cyrilt magával rángatja a mentőautóba. A híres filmsztárért, Jane Darlingért (Valerie Leon) mennek, akivel rögtön szirénázva indulnak vissza a kórházba. Jane férje nem tud velük menni, mert előbb a szobalányról kell gondoskodnia a hálószobában. A zötykölődő mentőautóban Cyril a Jane-nek szánt nyugtató injekciót véletlenül Dr. Proddnak szúrja be. A doki kifekszik, Cyril egyedül marad Jane-nel, akinek beindul a szülése. Mire visszaérnek a kórházba, megszülettek Jane hármasikrei, az összegyűlt paparazzóknak Jane elmondja, „Cyril nővér” milyen példásan állt helyt. A másnapi újságokban „Cyril nővért” a nap hőseként ünneplik. A büszke főnővér egynapos pihenőre rendeli. Susan, a szobatársa rájön, hogy Cyril valójában fiú, de beleszeret, és nem árulja el.
Sid Carter úgy látja, hírverés veszélybe sodorhatja tervét, ezért bandájával azonnali akcióra szánja el magát. Éjszaka egy lopott mentőautóval visszatér a kórházhoz, mint külföldi orvos, Dr. Zsivágó, aki a mindenórás várandós kismamának beöltöztetett Ernie-t hozza a szülészetre. A tablettaraktár kulcsáért átkutatják az éppen zuhanyozó főnővér szobáját, de hiába, mert váratlanul betoppan Dr. Cutting, aki megbocsátotta a főnővér botlását Dr. Goode-val, és elszánta magát, hogy szerelmet valljon a főnővérnek. Sajnos ismét két férfi lép ki a szekrényből, Freddy és Sid. A gyanús idegenek miatt Dr. Cutting lezáratja a kijáratokat. A banda felrobbantja a raktár ajtaját, de zsákmányukkal nem tudnak kijutni, a nagy kergetőzésbe a kismamák is bekapcsolódnak. A rablókat sarokba szorítják, de Sid azzal fenyegetőzik, hogy világgá kürtöli: a hős Carter nővér valójában férfi és tablettatolvaj. A kórháza jó hírnevéért aggódó Dr. Cutter elengedi őket, csak a zsákmányt kéri vissza. A kórháziak hamarosan esküvőre gyűlnek össze, Dr. Cutter elveszi a főnővért, Cyrill pedig összejön Susan Ball nővérrel. Sid a következő nagy melót tervezi, egy gazdag nudista klubot akar kirabolni, de egy bandatagnak be kell jutnia nudista álcában. Ezt meghallva Ernie és Freddy világgá futnak.

## Szereposztás
| Szerep                    | Színész          | Magyar hangja (1. szinkron) | Magyar hangja (2. szinkron) | Magyar hangja (3. szinkron) |
| ------------------------- | ---------------- | --------------------------- | --------------------------- | --------------------------- |
| Sid Carter                | Sidney James     | Szatmári István             | Gruber Hugó                 | Végvári Tamás               |
| Sir Bernard Cutting       | Kenneth Williams | Tahi Tóth László            | Perlaki István              | Harsányi Gábor              |
| Dr. Francis A. Goode      | Charles Hawtrey  | Gera Zoltán                 | Lippai László               | Háda János                  |
| Főnővér                   | Hattie Jacques   | Tábori Nóra                 | Pásztor Erzsi               | Molnár Piroska              |
| Mrs. Tidey                | Joan Sims        | Hacser Józsa                | Kocsis Mariann              | Andresz Kati                |
| Mr. Tidey                 | Kenneth Connor   | Zenthe Ferenc               | Papp János                  | Józsa Imre                  |
| Ernie Bragg               | Bernard Bresslaw | Balázs Péter                | Pásztor Erzsi               | Kőszegi Ákos                |
| Cyril Carter              | Kenneth Cope     | Szakácsi Sándor             | Bor Zoltán                  | Bolba Tamás                 |
| Dr. Prodd                 | Terry Scott      | Szilágyi Tibor              | Csankó Zoltán               | Kerekes József              |
| Susan Ball nővér          | Barbara Windsor  | Schütz Ila                  | Simon Mari                  | Madarász Éva                |
| Osztályos nővér           | Jacki Piper      | Rátonyi Hajni               | Dudás Eszter Nyírő Bea      | Urbán Andrea                |
| Frances Kemp nővér        | Gwendolyn Watts  | N/A                         | Csere Ágnes                 | N/A                         |
| Evelyn Banks titkárnő     | Patsy Rowlands   | Földessy Margit             | N/A                         | N/A                         |
| Jane Darling / Jane Bűbáj | Valerie Leon     | Borbás Gabi                 | N/A                         | N/A                         |
| Mrs. Tucker               | Margaret Nolan   | Dallos Szilvia              | Prókai Annamária            | Kiss Erika                  |
| Rángatózó apuka           | Jack Douglas     | N/A                         | Csonka András               | N/A                         |
| Arthur, a portás          | Derek Francis    | Képessy József              | Kun Vilmos                  | Makay Sándor                |